# حزب الشعب الجمهوري (مصر)
حزب الشعب الجمهوري هو حزب سياسي مصري، تم إنشاؤه في 12 سبتمبر عام 2012، واستطاع في أول اختبار انتخابي له عام ٢٠١٥ أن يحتل المركز الخامس في مجلس النواب، بعدد 13 نائب يمثلون تسع محافظات تشمل الإسكندرية، والدقهلية، والجيزة، وبني سويف، والمنيا، وأسيوط، وسوهاج، وقنا، والأقصر. جميع مقاعد هذا الحزب بمجلس النواب حصل عليها بنظام الانتخاب للدوائر الفردية حيث لم يشارك هذا الحزب في القوائم الانتخابية. و في ثاني اختبار انتخابي له عام ٢٠٢٠ استطاع أن يحتل المركز الثاني بين الأحزاب المصريه على مستوى الجمهورية بعدد ٥٠ عضو بمجلس النواب و ١٧ عضو بمجلس الشيوخ.يترأس الحزب حازم محمد عمر، مؤسس الحزب، بينما يشغل رجل الأعمال أحمد أبوهشيمه، منصب نائب رئيس الحزب، ويشغل منصب الأمين العام اللواء / محمد صلاح أبوهميلة، بالإضافة إلى رئاسة الهيئة البرلمانية للحزب بمجلس  النواب، ويشغل السيد أحمد علي الألفي، منصب الأمين العام المساعد لشئون التنظيم و العضوية - أمين تنظيم الحزب، ويترأس هيئة الحزب البرلمانية بمجلس الشيوخ النائب إيهاب وهبة .يُصنف هذا الحزب أيديولوجيًا بأنه حزب مدني ليبرالي له خط ثابت يمثل يسار الوسط بما يتبناه من برامج وأفكار سياسية واقتصادية تمثل هذا الاتجاه.